# Estadio Mário Duarte
Le Stade Mário Duarte (en portugais Estádio Mário Duarte) était un stade de football situé à Aveiro au Portugal. Il a été démoli à l'été 2020 dans le cadre des plans d'expansion de l'hôpital de la ville.

## Histoire
Le nom du stade vient d'un footballeur portugais d'Anadia appelé Mário Ferreira Duarte. Après l'ouverture du stade, il a été décidé que le stade aurait son nom, en raison de son importance sociale et sportive.
Le surnom "O Velhinho" se réfère non seulement à l'âge du stade (il a été fondé en 1935), mais aussi au fait qu'il a été abandonné pendant 12 ans. La majorité des Beiramarenses n'a jamais accepté le changement du club au stade municipal d'Aveiro, puisque le club et le stade Mário Duarte ont un lien émotionnel très fort avec les fans.
Le dimanche 3 décembre 2017 alors que le SC Beira-Mar joue un match important pour la montée contre le Clube de Futebol União de Lamas, un supporter du Beira Mar agresse l'arbitre de la rencontre pendant la mi-temps. Le match est arrêté puis remporté sur tapis vert par l'Uniao Lamas 3-0 après décision de la ligue d'Aveiro quelques semaines plus tard après l'incident. La ligue interdit aussi au SC Beira-Mar de rejouer à l'estadio Mario Duarte à partir de janvier 2018, car il n'est plus au norme et donc obliger de rejouer au stade municipal d'Aveiro.
Le dernier match officiel de l'équipe senior au stade Mario Duarte a eu lieu le samedi 30 décembre 2017 contre Bustelo.